# Исус в юдаизма
Юдаизмът гледа на Исус като на един от няколкото фалшиви месии, които са се появили през историята.
Юдаизмът също така принципно забранява поклонението на човешки образ (Бог Син) като форма на идолопоклонство, тъй като главното убеждение на юдаизма е за абсолютното монотеистично единство и неповторимостта на Бог.  Еврейската есхатология твърди, че идването на Месията ще бъде свързано с конкретна серия от бъдещи исторически събития, които още не са се случили, а именно завръщането на евреите в родината им, възстановяването на Йерусалимския храм и т.н. 